# Mapa em alto relevo

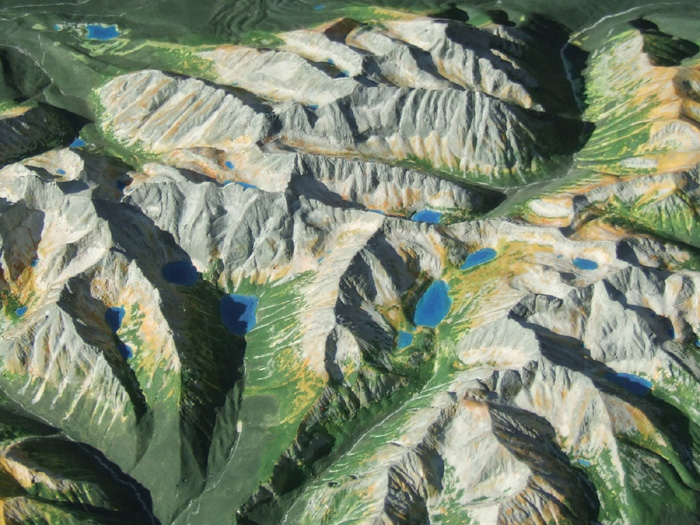
Feitos à mão, levantou-socorro mapa de Alto Tatra em escala 1: 50 000

Um mapa em alto relevo ou modelo de terreno é uma representação tri-dimensional, geralmente de terreno, materializado como um artefato físico. Ao representar o terreno, a dimensão vertical é geralmente exageradas por um fator entre cinco e dez; isso facilita o reconhecimento visual das características do terreno e a velocidade.

## História
Se a descrição de Sima Qian (c. 145-86 A.C.), em seus Registros do Grande Historiador for comprovadamente correta após a abertura do túmulo de Qin Shi Huang, um mapa em alto relevo existe desde a dinastia Qin (221-206 A.C.) da China. Joseph Needham sugere que certas vasilhas de cerâmica da dinastia Han (202 A.C. – 220 D.C.), mostrando montanhas artificiais como decorações podem ter influenciado o mapa em alto relevo.
O general chinês , Ma Yuan, da dinastia Han fez um  mapa em alto relevo de montanhas e vales em um modelo de arroz construído de 32 CE. Tais  modelos de arroz foram expostos pelo autor Jiang Fang da dinastia Tang (618-907) em seu Ensaio sobre a Arte de Construir Montanhas com Arroz (c. 845). Um mapa em alto relevo feito de madeira de representando de todas as províncias do império e  montado como um gigante quebra-cabeça ( 0.93 m2)  foi inventado por Xie Zhuang (421-466) durante a dinastia Song Liu (420-479).
Shen Kuo (1031-1095) criou um mapa em alto relevo usando serragem, madeira, cera de abelha, e pasta de trigo. O seu modelo de madeira satisfez o Imperador Song Shenzong, que, mais tarde, ordenou que todos os prefeitos administrando as regiões de fronteira preparar semelhantes mapas de madeira que pudessem ser enviados para a capital e armazenados em um arquivo.
Em 1130, Huang Shang  fez um mapa em alto relevo feito de madeira que, mais tarde, chamou a atenção do Neo-Confucionismo filósofo Zhu Xi, que tentou adquiri-lo, mas, em vez disso, fez o seu próprio mapa de barro e madeira. O mapa, feito de oito peças de madeira ligadas por dobradiças, pode ser dobrado e carredo por uma pessoa.
Mais tarde, ibne Batuta (1304-1377) descreveu um mapa em alto relevo ao visitar Gibraltar
Em sua 1665 papel para o Philosophical transactions da Royal Society, John Evelyn (1620-1706) acredita que os modelos de cera imitando a natureza e mapas de baixo relevo eram algo totalmente novos na França. Alguns eruditos posteriores atribuíram o primeiro mapa em alto relevo para um Paul Dox, que representou a área de Kufstein , na seu mapa em alto relevo de 1510.

## Construção
Há um grande número de maneiras para criar um mapa em alto relevo. Cada método tem vantagens e desvantagens em relação a rigor, o preço e a relativa facilidade de criação.

### Empilhamento de Camadas
Começando com um mapa topográfico, pode-se cortar camadas sucessivas de algum material em folha, com margens de seguir as linhas de contorno no mapa. Estes podem ser montados em uma pilha para obter uma aproximação grosseira do terreno. Este método é comumente usado como base para os modelos de arquitetura, e é feito geralmente sem exagero vertical. Para os modelos de formações, a pilha pode ser suavizada pelo enchimento com algum material. Este modelo pode ser usado diretamente, ou para uma maior durabilidade de um molde que pode ser feito a partir dele. Este molde pode ser usado para produzir um modelo de gesso.

### Mapas de Plástico Formados por Vácuo
Uma combinação de comando numérico computadorizado (CNC), de usinagem de um modelo de mestre, e de formação de cópias a vácuo a partir deste, pode ter sido usado para rapidamente produzir em massa mapa em alto relevo. A técnica de termoformagem, inventada em 1947 pelo Serviço de mapas do Exército em Washington, D.C., usa termoformagem de folhas de plástico e calor para aumentar a taxa de produção desses mapas. Para fazer os mapas de plástico moldado a vácuo, primeiro um modelo mestre feito de resina ou de outros materiais é criado com um computador guiado a máquina de moagem, utilizando um modelo digital do terreno. Em seguida, uma reprodução do molde é esculpida usando o molde mestre, calor em material resistente a pressão. Pequenos buracos são colocados no molde de reprodução modo que o ar que possa, posteriormente, ser retirado por um vácuo. Depois, uma folha de plástico é aplicada ao molde, de modo que eles sejam herméticos, e um aquecedor é colocado acima do plástico por cerca de 10 segundos. O vácuo é aplicado para remover o ar restante. Depois, deixando o plástico esfriar, ele pode ser removido e o terreno está completo. Após esta etapa, um mapa colorido pode ser sobreposto/impresso sobre as bases que foram criadas para torna-lo realista. 
Mapas de plástico moldado a vácuo  têm muitas vantagens e desvantagens. Eles podem ser produzidos rapidamente, o que pode ser beneficial em tempo de guerra ou de desastres. No entanto, a precisão de determinados pontos ao longo do modelo pode variar. Os pontos que tocam  primeiro o molde são mais precisos, enquanto os pontos que tocam o molde por último podem tornar-se maiores e um pouco distorcidos. Além disso, a eficácia deste método de construção varia de acordo com o terreno está sendo representado. Eles não são bons para representar formas de terra com bordas agudas, como montanhas altas ou áreas urbanas. 

### Impressão 3D
Outro método que está se tornando mais comum é o uso de impressão em 3D. Com o rápido desenvolvimento da tecnologia o seu uso está se tornando cada vez mais económico. Para criar um mapa em alto relevo usando uma impressora 3D, Modelos Digitais de Elevação (DEM) são renderizados em modelo 3D de computador, que podem ser enviados para uma impressora 3D. A maioria das impressoras 3D no nível de consumo geral extrudam plástico camada por camada para criar um objeto 3D. No entanto, se um mapa é necessário para comercial e profissional, impressoras  de alta qualidade podem ser usadas. Estas impressoras 3D usam uma combinação de pó, resinas e até mesmo metais para criar modelos  de alta qualidade. Depois que o modelo é criado, a cor pode ser adicionada para mostrar diferentes características de cobertura do solo, proporcionando uma visão mais realista da área. Alguns benefícios do uso de modelo de impressão 3D  incluem a tecnologia e DEM sendo mais prevalente fácil de encontrar, e eles são mais fáceis de entender do que um  mapa topográfico típico.

## Outras Aplicações
Para as funções matemáticas adequadas e especialmente para determinados tipos de display estatísticos, um modelo similar pode ser construído como um auxílio para o entendimento de uma função ou como uma ajuda para estudar os dados estatísticos.

## Exemplos notáveis
O Grande polaco Mapa da Escócia é reivindicada a ser o maior mapa em alto relevo, construído a partir de tijolo e concreto na base de um hotel perto de Peebles, Escócia. Ele mede 50 by 40 metros (160 pé × 130 pé).
No entanto, um site na província de Ningxia, China, foi descoberto em 2006, usando imagens de satélite. Ele mede 900 by 700 metros (3 000 pé × 2 300 pé), teve um 3
-quilômetro (1,9 mi) de perímetro e parecia ser uma grande mapa em alto relevo de Aksai Chin, um território disputado entre a China e a Índia.